# Municipio de Broadlawn
El municipio de Broadlawn (en inglés: Broadlawn Township) es un municipio ubicado en el condado de Steele en el estado estadounidense de Dakota del Norte. En el año 2010 tenía una población de 41 habitantes y una densidad poblacional de 0,45 personas por km².

## Geografía
El municipio de Broadlawn se encuentra ubicado en las coordenadas 47°16′46″N 97°30′30″O / 47.27944, -97.50833. Según la Oficina del Censo de los Estados Unidos, el municipio tiene una superficie total de 91.46 km², de la cual 91,3 km² corresponden a tierra firme y (0,18 %) 0,16 km² es agua.

## Demografía
Según el censo de 2010, había 41 personas residiendo en el municipio de Broadlawn. La densidad de población era de 0,45 hab./km². De los 41 habitantes, el municipio de Broadlawn estaba compuesto por el 92,68 % blancos, el 2,44 % eran afroamericanos y el 4,88 % eran de una mezcla de razas. Del total de la población el 2,44 % eran hispanos o latinos de cualquier raza.